# National Women's Soccer League 2021
Navigation
NWSL 2020 NWSL 2022
La National Women's Soccer League 2021 est la 9e édition de la National Women's Soccer League (NWSL), le championnat le plus élevé du soccer féminin aux États-Unis. En incluant les championnats précédant la NWSL, le Women's Professional Soccer (2009-2011) et la Women's United Soccer Association (2001-2003), il s'agit de la 15e saison de première division féminine aux États-Unis.

## Déroulement de la saison
Le championnat est précédé par la deuxième édition de la NWSL Challenge Cup 2021, où les dix équipes se retrouvent du 9 avril au 8 mai 2021. Le championnat débute le 15 mai, toutes les équipes disputent 24 matchs (12 à domicile et 12 à l'extérieur), les six premiers du classement se qualifient pour les play-offs. Les deux premiers sont exemptés du premier tour des play-offs.
Le championnat passe à dix équipes, après le retrait des Royals de l'Utah, deux équipes font leur entrée, le Racing Louisville et Kansas City (qui reprend la structure des Utah Royals).
Le Sky Blue FC change de nom en Gotham du NJ/NY.
Fin septembre, le manager du North Carolina Courage, Paul Riley, est limogé et accusé par deux joueuses, Sinead Farrelly et Meleana Shim, d'abus sexuels. Les matches du week-end sont reportés, la commissaire de la NWSL Lisa Baird démissionne et des mesures sont prises pour la sécurité des joueuses.

## Participants
| \| Kansas City Louisville Red Stars Pride Thorns Reign Gotham Spirit Courage Dash \| Localisation des clubs engagés dans le championnat. |
| Kansas City Louisville Red Stars Pride Thorns Reign Gotham Spirit Courage Dash                                                           |

Ce tableau présente les dix équipes faisant partie du championnat en 2021. On y trouve le nom des équipes, la ville d'implantation, le nom des entraîneurs et leur nationalité, le nom des stades ainsi que leurs capacités.
| Équipe                         | Ville                  | Entraîneur                   | Stade               | Capacité |
| ------------------------------ | ---------------------- | ---------------------------- | ------------------- | -------- |
| Red Stars de Chicago           | Bridgeview, Illinois   | Rory Dames                   | SeatGeek Stadium    | 20 000   |
| Dash de Houston                | Houston, Texas         | James Clarkson               | BBVA Stadium        | 7 000    |
| Courage de la Caroline du Nord | Cary, Caroline du Nord | Paul Riley Sean Nahas        | Sahlen's Stadium    | 10 000   |
| Pride d'Orlando                | Orlando, Floride       | Marc Skinner Becky Burleigh  | Exploria Stadium    | 25 500   |
| Thorns de Portland             | Portland, Oregon       | Mark Parsons                 | Providence Park     | 25 218   |
| OL Reign                       | Tacoma, Washington     | Farid Benstiti Laura Harvey  | Cheney Stadium      | 6 500    |
| Gotham du NJ/NY                | Harrison, New Jersey   | Freya Coombe Scott Parkinson | Red Bull Arena      | 25 000   |
| Kansas City NWSL               | Kansas City, Kansas    | Huw Williams                 | Field of Legends    | 10 385   |
| Racing Louisville              | Louisville, Kentucky   | Christy Holly Mario Sanchez  | Lynn Family Stadium | 11 700   |
| Spirit de Washington           | Washington, D.C.       | Richie Burke                 | Audi Field          | 20 000   |
| Spirit de Washington           | Washington, D.C.       | Richie Burke                 | Segra Field (en)    | 5 000    |

1. ↑  Houston Dash limite les ventes de billets à 7 000 lors des matchs à domicile. La capacité maximale du stade est de 22 039 personnes[4].

### Changements d'entraîneur
| Club                   | Entraîneur partant            | Motif de départ               | Date de départ                | Entraîneur arrivant      | Date d'arrivée  | Ref.   |
| ---------------------- | ----------------------------- | ----------------------------- | ----------------------------- | ------------------------ | --------------- | ------ |
| Racing Louisville      | Premier coach de la franchise | Premier coach de la franchise | Premier coach de la franchise | Christy Holly            | 12 août 2020    | [ 5 ]  |
| Kansas City            | Premier coach de la franchise | Premier coach de la franchise | Premier coach de la franchise | Huw Williams             | 7 décembre 2020 | [ 6 ]  |
| OL Reign               | Farid Benstiti                | Démission                     | 2 juillet 2021                | Sam Laity (intérim)      | 2 juillet 2021  | [ 7 ]  |
| Orlando Pride          | Marc Skinner                  | Démission                     | 23 juillet 2021               | Becky Burleigh (intérim) | 25 juillet 2021 | [ 8 ]  |
| OL Reign               | Sam Laity                     | Fin de l'intérim              | 9 août 2021                   | Laura Harvey             | 9 août 2021     | [ 9 ]  |
| Washington Spirit      | Richie Burke                  | Suspension                    | 10 août 2021                  |                          |                 |        |
| NJ/NY Gotham FC        | Freya Coombe                  | Séparation mutuelle           | 30 août 2021                  | Scott Parkinson          | 31 août 2021    | ,      |
| Racing Louisville      | Christy Holly                 | Licencié                      | 31 août 2021                  | Mario Sanchez (intérim)  | 31 août 2021    | [ 12 ] |
| North Carolina Courage | Paul Riley                    | Licencié                      | 30 septembre 2021             |                          |                 |        |

## Compétition

### Saison régulière

#### Classement
| Rang | Équipe                         | Pts | J  | G  | N  | P  | Bp | Bc | Diff |
| ---- | ------------------------------ | --- | -- | -- | -- | -- | -- | -- | ---- |
| 1    | Thorns de Portland C           | 44  | 24 | 13 | 5  | 6  | 33 | 17 | +16  |
| 2    | OL Reign                       | 42  | 24 | 13 | 3  | 8  | 37 | 24 | +13  |
| 3    | Spirit de Washington           | 39  | 24 | 11 | 6  | 7  | 29 | 26 | +3   |
| 4    | Red Stars de Chicago           | 38  | 24 | 11 | 5  | 8  | 28 | 28 | 0    |
| 5    | Gotham du NJ/NY                | 35  | 24 | 8  | 11 | 5  | 29 | 21 | +8   |
| 6    | Courage de la Caroline du Nord | 33  | 24 | 9  | 6  | 9  | 28 | 23 | +5   |
| 7    | Dash de Houston                | 32  | 24 | 9  | 5  | 10 | 31 | 31 | 0    |
| 8    | Pride d'Orlando                | 28  | 24 | 7  | 7  | 10 | 27 | 32 | -5   |
| 9    | Racing Louisville              | 22  | 24 | 5  | 7  | 12 | 21 | 40 | -19  |
| 10   | Kansas City                    | 16  | 24 | 3  | 7  | 14 | 15 | 36 | -21  |

- NWSL Shield et qualification pour les demi-finales des séries éliminatoires
- Qualification pour les demi-finales des séries éliminatoires
- Qualification pour le premier tour des séries éliminatoires
- C : Vainqueur de la Challenge Cup 2021

### Séries éliminatoires
|  | Quarts de finale                    | Quarts de finale          |                           |                  | Demi-finales              | Demi-finales     |  |  | Finale           | Finale           |
|  | Quarts de finale                    | Quarts de finale          |                           |                  | Demi-finales              | Demi-finales     |  |  | Finale           | Finale           |
|  |                                     |                           |                           |                  |                           |                  |  |  |                  |                  |
|  | 7 novembre 2021                     | 7 novembre 2021           |                           |                  | 14 novembre 2021          | 14 novembre 2021 |  |  | 20 novembre 2021 | 20 novembre 2021 |
|  | 7 novembre 2021                     | 7 novembre 2021           |                           |                  | 14 novembre 2021          | 14 novembre 2021 |  |  | 20 novembre 2021 | 20 novembre 2021 |
|  | 7 novembre 2021                     | 7 novembre 2021           | [1er] Thorns de Portland  | 0                |                           |                  |  |  | 20 novembre 2021 | 20 novembre 2021 |
|  | [4e] Red Stars de Chicago           | 1                         | [1er] Thorns de Portland  | 0                |                           |                  |  |  | 20 novembre 2021 | 20 novembre 2021 |
|  | [4e] Red Stars de Chicago           | 1                         | [4e] Red Stars de Chicago | 2                |                           |                  |  |  | 20 novembre 2021 | 20 novembre 2021 |
|  | [5e] Gotham du NJ/NY                | 0                         | [4e] Red Stars de Chicago | 2                |                           |                  |  |  | 20 novembre 2021 | 20 novembre 2021 |
|  | [5e] Gotham du NJ/NY                | 0                         | 14 novembre 2021          | 14 novembre 2021 | [4e] Red Stars de Chicago | 1                |  |  |                  |                  |
|  | 7 novembre 2021                     |                           | 14 novembre 2021          | 14 novembre 2021 | [4e] Red Stars de Chicago | 1                |  |  |                  |                  |
|  |                                     | [3e] Spirit de Washington | 14 novembre 2021          | 14 novembre 2021 | 2                         |                  |  |  |                  |                  |
|  | [3e] Spirit de Washington           | [3e] Spirit de Washington | 14 novembre 2021          | 14 novembre 2021 | 2                         | 1 a. p.          |  |  |                  |                  |
|  | [3e] Spirit de Washington           | [3e] Spirit de Washington | 2                         |                  |                           | 1 a. p.          |  |  |                  |                  |
|  | [6e] Courage de la Caroline du Nord | [3e] Spirit de Washington | 2                         | 0                |                           |                  |  |  |                  |                  |
|  | [6e] Courage de la Caroline du Nord | [2e] OL Reign             | 1                         | 0                |                           |                  |  |  |                  |                  |
|  |                                     | [2e] OL Reign             | 1                         |                  |                           |                  |  |  |                  |                  |

## Statistiques
Source : nwslsoccer.com

### Meilleures buteuses
|                   | Joueuse           | Club                           | Buts |
| ----------------- | ----------------- | ------------------------------ | ---- |
| Médaille d'or     | Ashley Hatch      | Spirit de Washington           | 11   |
| Médaille d'argent | Bethany Balcer    | OL Reign                       | 9    |
| Médaille d'argent | Rachel Daly       | Dash de Houston                | 9    |
| Médaille d'argent | Margaret Purce    | Gotham du NJ/NY                | 9    |
| 5.                | Eugénie Le Sommer | OL Reign                       | 8    |
| 5.                | Sydney Leroux     | Pride d'Orlando                | 8    |
| 5.                | Ifeoma Onumonu    | Gotham du NJ/NY                | 8    |
| 8.                | Trinity Rodman    | Spirit de Washington           | 7    |
| 8.                | Sophia Smith      | Thorns de Portland             | 7    |
| 8.                | Lynn Williams     | Courage de la Caroline du Nord | 7    |

### Meilleures passeuses
| Rg                 | Joueuse              | Club                           | Passes |
| ------------------ | -------------------- | ------------------------------ | ------ |
| Médaille d'or      | Trinity Rodman       | Spirit de Washington           | 7      |
| Médaille d'argent  | Sofia Huerta         | OL Reign                       | 6      |
| Médaille de bronze | Caprice Dydasco (en) | Gotham du NJ/NY                | 5      |
| Médaille de bronze | Carson Pickett       | Courage de la Caroline du Nord | 5      |
| 5.                 | Jessica Fishlock     | OL Reign                       | 4      |
| 5.                 | Nahomi Kawasumi      | Gotham du NJ/NY                | 4      |
| 5.                 | Kristie Mewis        | Dash de Houston                | 4      |
| 5.                 | Ifeoma Onumonu       | Gotham du NJ/NY                | 4      |
| 5.                 | Mallory Pugh         | Red Stars de Chicago           | 4      |
| 5.                 | Kealia Watt (en)     | Red Stars de Chicago           | 4      |

### Meilleures gardiennes
| Rg                 | Joueuse             | Club                             | CS | Arrêts |
| ------------------ | ------------------- | -------------------------------- | -- | ------ |
| Médaille d'or      | Casey Murphy        | Courage de la Caroline du Nord   | 11 | 109    |
| Médaille d'argent  | Aubrey Bledsoe (en) | Spirit de Washington             | 9  | 80     |
| Médaille de bronze | Bella Bixby (en)    | Thorns de Portland               | 9  | 46     |
| 4.                 | Cassie Miller (en)  | Red Stars de Chicago             | 7  | 50     |
| 5.                 | Adrianna Franch     | Pride d'Orlando puis Kansas City | 7  | 36     |
| 6.                 | Kailen Sheridan     | Gotham du NJ/NY                  | 6  | 78     |
| 7.                 | Sarah Bouhaddi      | OL Reign                         | 5  | 55     |
| 8.                 | Michelle Betos (en) | Racing Louisville                | 4  | 96     |
| 9.                 | Jane Campbell       | Dash de Houston                  | 4  | 58     |
| 10.                | Alyssa Naeher       | Red Stars de Chicago             | 3  | 21     |

## Distinctions individuelles

### Joueuses du mois
Chaque mois, la NWSL Media Association nomme la Player Of The Month.
| Mois      | Joueuse        | Club                           |
| --------- | -------------- | ------------------------------ |
| Mai       | Alex Morgan    | Pride d'Orlando                |
| Juin      | Lynn Williams  | Courage de la Caroline du Nord |
| Juillet   | Ashley Hatch   | Spirit de Washington           |
| Août      | Megan Rapinoe  | OL Reign                       |
| Septembre | Bethany Balcer | OL Reign                       |
| Octobre   | Margaret Purce | Gotham du NJ/NY                |

### Récompenses sur la saison
| Récompense           | Joueuse                                                                                       | Club                                                                                          | Description                                                                                   |
| -------------------- | --------------------------------------------------------------------------------------------- | --------------------------------------------------------------------------------------------- | --------------------------------------------------------------------------------------------- |
| Most Valuable Player | Jess Fishlock                                                                                 | OL Reign                                                                                      | 5 buts, 4 passes décisives, 76,4% de passes réussies                                          |
| Rookie Of The Year   | Trinity Rodman                                                                                | Spirit de Washington                                                                          | 6 buts, 29 tirs cadrés                                                                        |
| Coach Of The Year    | Laura Harvey                                                                                  | OL Reign                                                                                      | 67% de victoires                                                                              |
| Gardienne de l'année | Aubrey Bledsoe (en)                                                                           | Spirit de Washington                                                                          | 78 arrêts                                                                                     |
| Défenseur de l'année | Caprice Dydasco (en)                                                                          | Gotham du NJ/NY                                                                               | 49 dégagements, 49 interceptions, 80% de passes réussies, 5 passes décisives                  |
| Onze de l'année      | Sheridan – Pickett, Gorden, Cook, Dydasco – Fishlock, Le Sommer, Salem – Purce, Hatch, Rodman | Sheridan – Pickett, Gorden, Cook, Dydasco – Fishlock, Le Sommer, Salem – Purce, Hatch, Rodman | Sheridan – Pickett, Gorden, Cook, Dydasco – Fishlock, Le Sommer, Salem – Purce, Hatch, Rodman |
| 2e onze de l'année   | Bixby – Fox, Menges, Klingenberg, Huerta – Horan, Daly, Pugh – Leroux, Balcer, Onumonu        | Bixby – Fox, Menges, Klingenberg, Huerta – Horan, Daly, Pugh – Leroux, Balcer, Onumonu        | Bixby – Fox, Menges, Klingenberg, Huerta – Horan, Daly, Pugh – Leroux, Balcer, Onumonu        |